# Mel 101
Mel 101 è un piccolo ammasso aperto visibile nella costellazione della Carena.
Si individua con un po' di difficoltà poco a sud del brillante ammasso delle Pleiadi del Sud, nei pressi di una stella azzurra di quinta magnitudine, che contribuisce ad oscurarlo. Si può osservare con un binocolo di medie dimensioni o, meglio, con un piccolo telescopio amatoriale; le sue stelle principali sono di nona e decima grandezza e la stella che lo domina è una nana arancione, che però non fa parte dell'ammasso, trovandosi in primo piano.
La distanza dell'ammasso è stimata sui 7500 anni luce; si trova pertanto nel Braccio Sagittario-Carena, quello subito più interno del nostro. Le sue stelle sono tutte di colore bianco-azzurro e appaiono fortemente oscurate da una banda di nebulose oscure che si frappone fra noi e l'ammasso.